# Slovakiets fodboldforbund
Slovenský Futbalový Zväz (SFZ) er Slovakiets nationale fodboldforbund og dermed det øverste ledelsesorgan for fodbold i landet. Det administrerer de slovakiske fodbolddivisioner og landsholdet og har hovedsæde i Bratislava.
Forbundet blev grundlagt i 1938, men blev opløst efter 2. verdenskrig, da Tjekkiets og Slovakiets fodboldturneringer og landshold blev slået sammen. Det blev genoprettet ved landets frigørelse og blev medlem af FIFA og UEFA.

## Ekstern henvisning
- FutbalSFZ.dk

| Fodbold | Spire Denne artikel om en fodboldorganisation er en spire som bør udbygges. Du er velkommen til at hjælpe Wikipedia ved at udvide den. |